# Гордость и страсть
«Гордость и страсть» (англ. The Pride and the Passion) — кинофильм режиссёра Стэнли Крамера, снятый в 1957 году по роману С. С. Форестера «Пушка».

## Сюжет
События фильма происходят в Испании в 1810 году, в самый разгар борьбы партизан-герильос против вторгшейся наполеоновской армии. Отступающие испанские войска, не в силах тащить за собой огромную пушку, бросают её с ближайшего обрыва. Однако за этим уникальным стенобитным орудием ведётся настоящая охота: французы мечтают заполучить её, так же как и их соперники англичане, союзники испанцев. Британцы даже посылают своего морского офицера Энтони (Кэри Грант), чтобы он доставил пушку к ним в Сантандер. Однако партизаны, которые стали обладателями брошенного орудия и которыми руководит храбрый вояка Мигель (Фрэнк Синатра), имеют другие планы: отправиться сначала в родную Авилу, чтобы изгнать оттуда ненавистного врага. Энтони не остается ничего иного как согласиться. На долгом пути он повстречал свою любовь в лице красавицы Хуаны (Софи Лорен).

## В ролях
- Кэри Грант — Энтони
- Фрэнк Синатра — Мигель
- Софи Лорен — Хуана
- Теодор Бикель — генерал Жуве
- Джон Венграф — Сермэйн
- Джей Новелло — Баллингер
- Хосе Ньето — Карлос
- Карлос Ларраньяга — Хосе
- Филип Ван Зандт — Видал